# Костыговка
Костыговка — река в России, протекает по Демянскому району Новгородской области. Исток реки находится у деревни Вязовня. Далее река течёт на запад до деревни Икандово, там поворачивает на север, затем на северо-запад. Устье реки находится у деревни Ермаково в 20 км по правому берегу реки Ладомирка. Длина реки составляет 14 км.
По берегам реки расположены деревни прежнего Тарасовского сельского поселения: Вязовня, Леониха, Пеньково, Высокуша, Корышево (нежилая), Икандово и Ермаково.

## Данные водного реестра
По данным государственного водного реестра России относится к Балтийскому бассейновому округу, водохозяйственный участок реки — Ловать и Пола, речной подбассейн реки — Волхов. Относится к речному бассейну реки Нева (включая бассейны рек Онежского и Ладожского озера).
Код объекта в государственном водном реестре — 01040200312102000022059.